# Главом кроз зид
„Главом кроз зид“ је други студијски албум групе Парни ваљак, сниман и миксован у Загребу, у октобру 1977. године, а објављен под издавачком лиценцом Југотон. Омот је урадио Игор Кордеј, цртач стрипова. Песме „Дјевојке“ и „Увијек иста прича“ ауторски потписује Јура Пађен, све остале су дело Хусеина Хасанефендића. Тежиште албума стављено је на баладе „Црни дани“ и „Ноћ“, док се ритмом издвојила „Лутка за бал“.

## Списак песама
1. „Кравата око врата (бунтовник без разлога) “ – 4:30
2. „Лутка за бал“ – 3:28
3. „Дјевојке“ – 5:25
4. „Црни дани“ – 4:45
5. „Увијек иста прича“ – 3:03
6. „Дикси за правог газду“ – 3:05
7. „Ноћ“ – 6:30
8. „Човјек човјеку вук је (прича са западне стране) “ – 3:58